# Cota strumosa
Cota strumosa är en insektsart som beskrevs av Bolívar, I. 1887. Cota strumosa ingår i släktet Cota och familjen torngräshoppor. Inga underarter finns listade i Catalogue of Life.